# Chuku Modu
Chukuma Modu (Chiswick, Londres, Inglaterra, 19 de junio de 1990), conocido como Chuku Modu, es un actor inglés conocido por sus papeles en los Juego de tronos, The Good Doctor y Los 100.

## Biografía
Modu nació de un padre nigeriano-alemán y una madre Anglo-Irlandesa en Chiswick, West London. Inicialmente tenía interés en los deportes, particularmente el boxeo, y entrenó a la edad de doce años. También visitaría el teatro y se cultivaría con las actuaciones. En 2012, Modu asistió a la Escuela de Teatro de Richmond y desde entonces ha comenzado su carrera como actor.
Modu hizo su debut como personaje secundario en Me Before You antes de hacer una aparición recurrente en la serie de HBO Game of Thrones como Aggo. Se unió al elenco principal de The Good Doctor como el Dr. Jared Kalu, pero no regresó cuando la serie fue renovada para una segunda temporada. También tuvo un papel en la película de Marvel Studios de 2019 Capitana Marvel.

## Filmografía

### Películas
| Año  | Título                             | Papel            | Notas                                                         |
| ---- | ---------------------------------- | ---------------- | ------------------------------------------------------------- |
| 2014 | The Dawn                           | Apprentice       | Cortometraje                                                  |
| 2014 | The Last Days of Margaret Thatcher | Chris            | Cortometraje                                                  |
| 2014 | Loft No.5                          | Paul             | Cortometraje                                                  |
| 2015 | Stages                             | Jake Norland     | Cortometraje                                                  |
| 2016 | Me Before You                      | Mauritian Waiter |                                                               |
| 2016 | Heavy Weight                       | Paris            | Cortometraje                                                  |
| 2016 | Open All Night                     | Rick             |                                                               |
| 2016 | Survive                            | Talib            | Cortometraje                                                  |
| 2019 | Capitana Marvel                    | Soh-Larr         |                                                               |
| 2020 | Freedoms Name Is Mighty Sweet      | Charles Hunter   | También coescritor y coproductor ejecutivo con Antonia Thomas |
| 2022 | Out of Darkness                    | Adem             |                                                               |

### Televisión
| Año       | Título          | Papel                         | Notas                                                                     |
| --------- | --------------- | ----------------------------- | ------------------------------------------------------------------------- |
| 2016      | Game of Thrones | Aggo                          | 3 episodios                                                               |
| 2017      | Snatch          | Flying Squad Leader           | Papel recurrente; 3 episodios                                             |
| 2017-2018 | The Good Doctor | Dr. Jared Kalu                | Papel principal (Temporadas 1-2)                                          |
| 2019-2020 | Los 100         | Xavier / Dr. Gabriel Santiago | Papel recurrente (Temporada 6) Papel principal (Temporada 7) 20 episodios |